# Alpha Academy
Alpha Academy fue un stable de lucha libre profesional estadounidense compuesto por Chad Gable, Otis, Maxxine Dupri, y Akira Tozawa. Entre sus logros, Gable y Otis destacan un reinado como Campeones en Parejas de Raw. Ambos han sido mejores amigos desde hace mucho tiempo en la vida real, y su amistad se remonta a 2011, cuando entrenaban juntos para competir en los Juegos Olímpicos organizados en Colorado Springs. Los dos ahora son vecinos viviendo en la misma calle.
En mayo de 2023, Maxxine Dupri se unió al equipo, luego de que esta última abandonara a sus compañeros de Maximum Male Models. En octubre del mismo año, Akira Tozawa se incorporó al stable como «miembro júnior».

## Historia

### Formación inicial (2020-2023)
En el episodio del 13 de noviembre de 2020 de SmackDown, Chad Gable abrió la «Alpha Academy» (un guiño a American Alpha, su antiguo equipo con Jason Jordan) e intentó reclutar a Otis como su cliente. El equipo hizo su debut en el episodio del 11 de diciembre de SmackDown, donde fueron derrotados por Cesaro y Shinsuke Nakamura. En TLC: Tables, Ladders and Chairs, Gable y Otis se unieron a Big E y Daniel Bryan para derrotar a Cesaro, Nakamura, King Corbin y al Campeón Intercontinental Sami Zayn en una lucha por equipos de cuatro contra cuatro hombres. En el episodio del 19 de febrero de 2021 de SmackDown, Gable le ordenó a Otis que atacara a Rey Mysterio después de un encuentro por equipos, lo que los convirtió en heels (rudos).
Como parte del Draft 2021 realizado en octubre, ahora conocidos como Alpha Academy, tanto Gable como Otis fueron trasladados a la marca Raw. En el episodio del 10 de enero de 2022 de Raw, Alpha Academy derrotó a RK-Bro (Randy Orton y Riddle) para ganar el Campeonato en Parejas de WWE Raw. Ambos entraron al Royal Rumble de ese año, pero no lograron ganar la contienda. En el episodio del 7 de marzo de Raw, Alpha Academy perdió sus títulos ante RK-Bro, poniendo fin a su reinado con 55 días. El 3 de abril en la segunda noche de WrestleMania 38, Alpha Academy no logró recuperar los títulos de RK-Bro luego de participar en una triple amenaza entre equipos que también involucró a los Street Profits (Angelo Dawkins y Montez Ford).

### Adición de Maxxine Dupri y Akira Tozawa (2023-2024)
A partir del 13 de febrero de 2023, Maxxine Dupri comenzó a intentar reclutar a Otis para unirse a Maximum Male Models (MMM), el equipo del cual ella era mánager. En el episodio del 13 de marzo de Raw, Gable encontró a Otis en el backstage participando en una sesión de fotos con Maximum Male Models (ma.çé, mån.sôör, y Maxxine). Luego de esto, Otis decidió irse con Maximum Male Models en lugar de continuar con Gable. Sin embargo, en el siguiente episodio de Raw, Otis acompañó a Gable en una lucha que este último tuvo contra Ricochet. A la mitad del combate, Maxxine salió para llevarse a Otis al backstage, provocándole una distracción a Gable y la derrota ante Ricochet. Aunque Otis había aceptado irse a Maximum Male Models, esto finalmente no sucedió y en su lugar continuó siendo compañero de Gable. Tras esto, desde el 17 de abril Maxxine fue poco a poco abandonando a Maximum Male Models debido a que se centró en querer ser la mánager de Otis y que este se decidiera por dejar a Gable. Como esto último no ocurrió, en su lugar optó por comenzar a ser mánager de Alpha Academy y empezó a acompañarlos en sus luchas iniciando en el episodio del 24 de abril de Raw, separándose oficialmente de Maximum Male Models a pesar de que en el Draft 2023 había sido anunciada como selección del roster de Raw junto a ellos. Como parte de ese mismo Draft, Alpha Academy también se quedó en Raw. La última aparición de Dupri con MMM ocurrió en el episodio del 15 de mayo de Raw, donde animó a Otis y Gable al eliminar a ma.çé y mån.sôör durante una batalla real cuyo premio era determinar al contendiente número uno al Campeonato Intercontinental; en dicha contienda, Gable fue eliminado por Ivar y Otis por Bronson Reed. Posteriormente el mismo mes, la transición de equipo y formación completa de Alpha con Maxxine se fue desarrollando en los siguientes episodios de Raw.
En las semanas posteriores a su unión como equipo, Alpha Academy comenzó a cambiar lentamente a face (técnicos), obteniendo buenas reacciones por parte del público. Luego de un par de semanas de entrenamiento, Dupri hizo su debut como luchadora en el episodio del 3 de julio de Raw, esto junto a Gable y Otis durante un combate mixto entre equipos, donde los tres se enfrentaron a The Viking Raiders (Erik, Ivar y Valhalla). En el mismo, Dupri obtuvo la victoria para ella y sus compañeros al aplicarle un sunset flip a Valhalla. En el episodio del 10 de julio de Raw, Alpha Academy realizó una ceremonia de graduación para Dupri. Al final de esta, Gable le entregó a Dupri su propia chaqueta de identificación del equipo. Cuando Dupri estaba a punto de ponérsela, Los Viking Raiders aparecieron en la rampa para distraer al equipo, lo que le permitió a Valhalla atacar a Dupri y robarle su prenda. En el siguiente episodio de Raw, Gable y Otis se enfrentaron a Erik e Ivar en una lucha de «Reglas vikingas». A pesar de dominar el encuentro, Gable y Otis perdieron, pero Dupri logró recuperar su chamarra. En el episodio del 31 de julio de Raw, Dupri derrotó a Valhalla utilizando un «Japanese Ocean Cyclone Suplex»; dicho enfrentamiento marcó su primer combate individual. Mientras el equipo celebraba en backstage, Gunther de Imperium se ofendió por la victoria de Dupri y se burló de ellos. Esa misma noche, Ludwig Kaiser desafió a Gable a durar cinco minutos en el ring con Gunther, retó que Gable aceptó. A pesar de que este último venció al reloj, Gunther exigió que la lucha continuara, derrotando a Gable en dicho encuentro. En el episodio del 7 de agosto de Raw, Gable derrotó a Tommaso Ciampa, Matt Riddle, y Ricochet en una lucha fatal de cuatro para convertirse en el contendiente principal al Campeonato Intercontinental de Gunther. En el mismo episodio, Otis perdió ante Kaiser luego de que Imperium interfiriera en su combate. Una semana después, Gable derrotó a Giovanni Vinci, y Otis fue vencido por Gunter; al final de esta última lucha, Gable atacó a Gunther con un german suplex, en ruta a su encuentro titular. En el episodio del 21 de agosto de Raw, Gable derrotó a Gunther por conteo fuera, y finalmente, la lucha titular entre ambos tuvo lugar el 4 de septiembre, donde Gable falló en su intento de capturar el campeonato.
El 23 de octubre en la previa de Raw, el grupo se expandió con la incorporación de Akira Tozawa, quien se unió al stable como un «miembro júnior». Esa misma noche, en un intento por demostrar su valía ante el stable, Tozawa retó a Bronson Reed a un combate, en el cual perdió. Al día siguiente, Tozawa apareció en la primera noche de NXT: Halloween Havoc para robar la Copa Heritage de Noam Dar. Tozawa le regresó la Copa a Dar en la segunda noche del antedicho evento, antes de lograr asustarlo para que le concediera una lucha por la Copa en el episodio siguiente de NXT; dicho encuentro se realizó con una ronda de reglas británicas, donde Tozawa salió derrotado. En el episodio del 6 de noviembre de Raw, Dupri participó en una batalla real cuyo premio era una lucha por el Campeonato Mundial Femenino en Survivor Series, pero fue eliminada por Nia Jax.

### Cambio a heel de Chad Gable y disolución (2024)
Durante los días en ruta a WrestleMania XL, Gable entró en una historia en la que comenzó a entrenar a Sami Zayn para su combate contra Gunther por el Campeonato Intercontinental. El 6 de abril de 2024, en la primera noche del evento, Zayn derrotó a Gunther para capturar el título. En el episodio del 15 de abril de Raw, Zayn le concedió a Gable una lucha por dicha presea, en la que fue derrotado. Después del encuentro, Gable atacó a Zayn mientras celebraba su victoria junto a su esposa, que se encontraba entre el público, cambiando a heel (rudo) en el proceso. Una semana después, en el episodio del 22 de abril de Raw, reafirmó su postura heel durante un segmento en el que criticó e insultó a Otis, Maxxine y Akira, además de decirles que solo se centrarían en él y hacerlos jurar ayudarlo a capturar el Campeonato Intercontinental. La misma noche, Maxxine compitió en el evento principal durante una batalla real que determinaría a una nueva Campeona Mundial Femenina, pero no logró ganar, ya que fue eliminada por Nia Jax. En el episodio del 29 de abril de Raw, Otis y Tozawa se enfrentaron a The Awesome Truth (The Miz y R-Truth) en una lucha por los Campeonatos Mundiales en Parejas, en la que fueron derrotados. Sus constantes fracasos fueron nuevamente evidenciados por Gable en el episodio del 13 de mayo de Raw, donde le pidió a Tozawa y Otis comportarse debidamente durante las luchas que ambos tendrían esa noche. Como los dos lo desobedecieron, al primero lo regañó, y al segundo lo abofeteó, ambas acciones en molestia a no haber seguido sus indicaciones. El 15 de junio en el evento Clash at the Castle: Scotland, Gable, acompañado por Otis y Maxxine, fue derrotado por Sami Zayn en otro combate por el título Intercontinental, durante el cual los tres tuvieron desavenencias como equipo. Dos días después, en el episodio del 17 de junio de  Raw, Otis, Maxxine y Tozawa se rebelaron contra Gable y lo abandonaron, dando por finalizada la alianza entre los cuatro, y por ende, la disolución del stable.

## Miembros

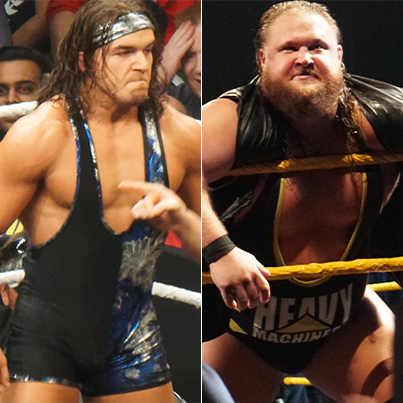
Gable (izquierda) y Otis (derecha).

| * | Miembros fundadores |
| L | Líder               |

| Miembros      | Miembros      | Fecha de unión            | Fecha de abandono   |
| ------------- | ------------- | ------------------------- | ------------------- |
| Chad Gable    | L             | 11 de diciembre de 2020   | 17 de junio de 2024 |
| Otis          | Otis          | 11 de diciembre de 2020 * | 17 de junio de 2024 |
| Maxxine Dupri | Maxxine Dupri | 15 de mayo de 2023        | 17 de junio de 2024 |
| Akira Tozawa  | Akira Tozawa  | 23 de octubre de 2023     | 17 de junio de 2024 |

## Campeonatos y logros
- Pro Wrestling Illustrated
  - Situado en el puesto n.º69 del PWI 500 en 2020 (Otis)[52]
  - Situado en el puesto n.º123 del PWI 500 en 2020 (Gable)[52]

- WWE
  - Raw Tag Team Championship (1 vez)[53]

- Wrestling Observer Newsletter
  - Most Underrated (2023) – Gable[54]